# كيم جاي ووك (ممثل)
كيم جاي ووك (بالكورية: 김재욱) هو ممثل وعارض أزياء. ولد كم جاي ووك في 2 أبريل 1984 في كوريا الجنوبية. عائلته مكونة من والديه وشقيقه الأكبر وسكن اليابان مع انتقال أهله إليها وهو صغير.

## الأعمال

### مسلسلات
| السنة     | العنوان                               | الدور            | ملاحظة      | م.                  |
| --------- | ------------------------------------- | ---------------- | ----------- | ------------------- |
| 2002      | Ruler of Your Own World               | كي هونغ          | عضو فرقة    | [ 4 ]               |
| 2007      | مقهى الأمير                           | نوه سون كي       |             | [ 5 ]               |
| 2007      | Dal-ja's Spring                       | تشون هو          |             | [ 6 ]               |
| 2008      | The Kingdom of The Winds              | تشو بال سو       |             | [ 7 ]               |
| 2010      | Give Me Your Memory: Pygmalion's Love | كيم جيوم         |             | [ 8 ]               |
| 2010      | Bad Guy                               | هونغ تاي سونغ    |             | [ 9 ] [ 10 ] [ 11 ] |
| 2010      | تزوجيني يا ماري                       | بيون جونغ        |             | [ 12 ]              |
| 2013      | Who Are You?                          | لي هيونغ جون     |             | [ 13 ]              |
| 2014      | Inspiring Generation                  | كيم سو اوك       |             | [ 14 ]              |
| 2014      | Drama Festival "4teen"                |                  | دور الكاميو |                     |
| 2015      | Sweet Temptation                      | سيوك مين         |             | [ 15 ]              |
| 2017      | الصوت                                 | مو تاي جو        |             | [ 16 ]              |
| 2017      | درجة حرارة الحب                       | بارك جونغ وون    |             | [ 17 ]              |
| 2018      | الضيف ‏                                | تشوي يون         |             | [ 18 ]              |
| 2018      | Quiz of God: Reboot                   |                  | دور الكاميو |                     |
| 2019      | حياتها الخاصة                         | رايان غولد       |             | [ 19 ]              |
| 2022      | حب مجنون                              | نوه جو جين       |             | [ 20 ]              |
| 2023–2024 | لعبة الموت                            | جونغ جيو تشول    | دور الكاميو | [ 21 ] [ 22 ]       |
| 2025      | Melo Movie                            | كو جون           |             |                     |
| 2025      | عزيزي هونغرانغ                        | الأمير هان بيونغ |             | [ 23 ]              |

## الجوائز والترشيحات
| قائمة الجوائز والترشيحات | قائمة الجوائز والترشيحات                                            | قائمة الجوائز والترشيحات                            | قائمة الجوائز والترشيحات | قائمة الجوائز والترشيحات | قائمة الجوائز والترشيحات |
| السنة                    | الجائزة                                                             | الفئة                                               | المستلم                  | النتيجة                  | م.                       |
| ------------------------ | ------------------------------------------------------------------- | --------------------------------------------------- | ------------------------ | ------------------------ | ------------------------ |
| 2007                     | جوائز الدراما الكورية                                               | جائزة شعبية مستخدمي الإنترنت                        | مقهى الأمير              | فوز                      | [ 24 ]                   |
| 2008                     | جوائز الثقافة والترفيه الكوري                                       | أفضل ممثل جديد                                      | Antique                  | فوز                      |                          |
| 2008                     | جوائز آسيا للعارضات                                                 | جائزة فاشونيستا                                     | —                        | فوز                      | [ 25 ]                   |
| 2013                     | جوائز الذكرى السنوية العاشرة للدراما التلفزيونية الكورية في اليابان | جائزة لجنة التحكيم الخاصة                           | —                        | فوز                      | [ 26 ]                   |
| 2017                     | جوائز دراما إس بي إس                                                | جائزة التميز، ممثل في دراما من الاثنين إلى الثلاثاء | درجة حرارة الحب          | رُشِّح                      | [ 27 ]                   |
| 2019                     | ليلة نجوم ستارهب 2019                                               | أفضل نجم آسيوي ذكر                                  | حياتها الخاصة            | فوز                      | [ 28 ]                   |

## روابط خارجية
- كيم جاي ووك على موقع IMDb (الإنجليزية)
- كيم جاي ووك على موقع قاعدة بيانات الفيلم (الإنجليزية)